# AKB48之野望
《AKB48之野望》是智能手提電話專用的免費網上遊戲，於2013年1月末開服，直至2018年3月26日停服。

## 概述
遊戲主要是由GREE提供、與光荣特库摩共同開發的社交遊戲。
遊戲的角色全都是由日本國民級女子偶像團體AKB48的成員擔任，舞台是設置於一個名為“ラ・チャント”的假想世界，玩家可以進行各種形式、不同種類的交流，然後參考信長之野望系列的形式展開戰鬥。

## 登場人物
本作的角色分別會擁有不同的屬性，而這是不同於本作的勢力。請注意，以下會以《兩個統稱/巫女的名字/綽號/角色》按此次序排序。
獅子之鬣 (ししのたてがみ)
主要是以徒手使用武器、是擅長近身戰的勢力。
自由的旅人/ツァイ・クン・スタリチェオ/ツァイ/秋元才加
獨自一人在世界各地旅行的旅者。每當想喝東西時便喝、每當想吃東西時便吃‥‥‥自己總會在每當想做某件事情的時候便會做。
對於戰爭漠不關心，給人一個黑歌之女神的感覺，預見世界的崩潰，不環遊世界的話是很糟糕，所以才召集自己的軍隊來潛入亂世之中。
尋找王者的人/キャナル・アリュール/キャナル/石田晴香
世界聯合的幹部。迎接群雄割據的時代後，世界聯合卻變得衰落，自己深信重建世界聯合後，可以終止戰爭。自己沒有想起要站在世界的頂點之上、現在正尋求有領導才能的人材來代替
傳說的少女。憑自身的感覺認為ファウスト擁有成為王者的資質、於是在ファウスト的身邊協助，但ファウスト卻不信任她。
奇跡的軍師/リィ・ホア・ジェード/リィ/岩田華怜
在第二次聖歌大戰之後，曾經立下不少功勞，傳說中的軍師。說過的話會變成真實的事件，是絶對天運的擁有者。說過「明天你會被霧所突襲」後，隔天，霧真的出現。但是本人不能察覺自己的天運、擁有敏銳的直覺。成功教導出一班人材，而被周圍的同伴拜託共同參戰。
千年王國的當家/ニーク・エフロン/ニーク/内田眞由美
很久之前，已經一直維持着中立的態度，エフロン家的當家。繼承及守護「為了守護自己的民眾而戰、不會攻打自己的同伴」的傳統，當世界變得不安定的時候，自己的危機感開始覺醒，最後持「先下手為強」的想法而開始戰鬥。但是，這全部亦是為了自己深愛的民眾、保護家園而採取的手段。
元始之龍脈/テラ・スクレーク/テラ/柏木由紀
能夠操縱大地和自然之力的氣道師。從ココ王開始墮落，對於國家的動盪十分討厭，而將自己的領地獨立出來。令人毛骨悚然的笑聲和強勢的言詞是為了使人覺得自己很冷酷，真實的性格是十分溫柔。清楚她的內心的民眾都會尊敬她。意識到アニマ的龐大野心後、與她反目成仇、從獅子之鬣裡獨立出來。イル是她的舊同伴。